# Aivenia
Aivenia — рід грибів родини Dermateaceae. Назва вперше опублікована 1977 року.

## Класифікація
До роду Aivenia відносять 4 види:
- Aivenia aconiti
- Aivenia calthae
- Aivenia foliicola
- Aivenia tantula